# 第五十六届超级碗

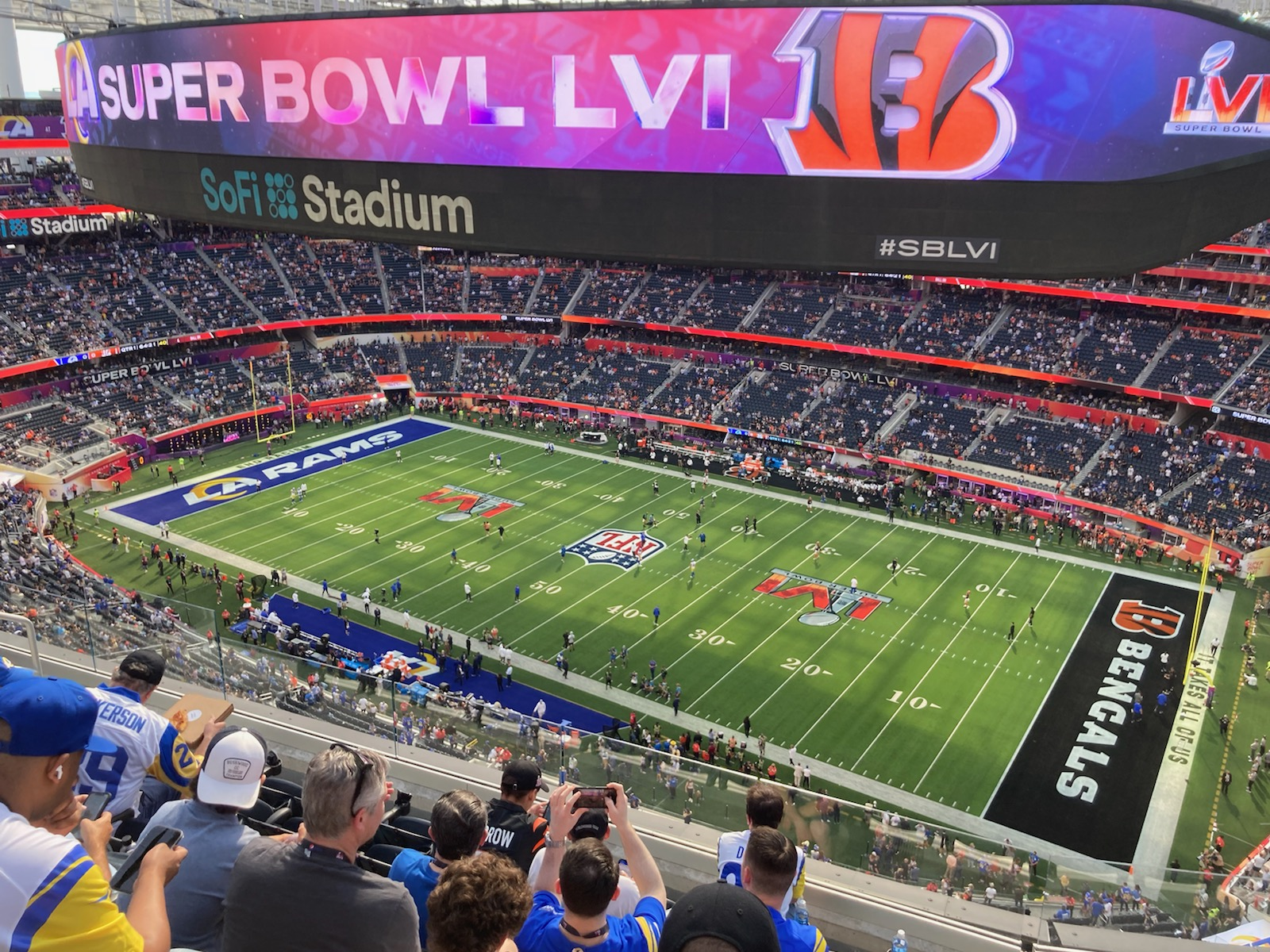

第五十六届超级碗于2022年2月13日在美国加利福尼亚州英格爾伍德的SoFi體育場举行，比赛在国家橄榄球联合会（NFC）冠军洛杉矶公羊和美国橄榄球联合会（AFC）冠军辛辛那提猛虎之间进行，最终公羊以23-20击败猛虎，时隔23年后再度夺冠。
两队比分一直紧咬，上半场结束时公羊队以13-10的微小优势领先。第四节时，猛虎队一度以20-16领先。终场前五分钟，公羊队在四档一码的情况下选择强攻，库珀·卡普成功突破。终场前不到两分钟，公羊队马修·斯塔福德和库珀·卡普完成传球连线达阵，反超比分，以23-20绝杀了比赛。外接員库珀·卡普凭借1次成功四档转换、2次接球达阵和92码接球码数的数据，获得超级碗最有价值球员。